# Tiago 2
Tiago 2 é o segundo capítulo da Epístola de Tiago, que faz parte do Novo Testamento da Bíblia. Este capítulo é dividido em 26 versículos.

## Manuscritos
- O texto original é escrito em grego Koiné.[2]
- Alguns dos manuscritos que contém este capítulo ou trechos dele são:[3][4]
  - Papiro 20
  - Papiro 54
  - Codex Vaticanus
  - Codex Sinaiticus
  - Codex Alexandrinus
  - Codex Ephraemi Rescriptus
- Existe um manuscrito que contém este capítulo na língua copta:[5]
  - Papiro 6